# ده رئیس (خاش)
ده رئیس، شهری در بخش ایرندگان شهرستان خاش در استان سیستان و بلوچستان ایران است.  این شهر، مرکز بخش ایرندگان است. این شهر دارای باغ ها و نخلستان های فراوانی است.

## جمعیت
بر پایه سرشماری عمومی نفوس و مسکن در سال ۱۳۹۵، جمعیت شهر ده رئیس برابر با ۷۶۵ نفر (۲۱۹ خانوار) بوده‌است.